# Kaduqli
Kaduqli is een stad in Soedan en is de hoofdplaats van de staat Zuid-Kordofan. Kaduqli telt 92.674 inwoners (2005).